# Toszonowice Dolne
Toszonowice Dolne (cz. Dolní Tošanovice, niem. Nieder Toschonowitz) – wieś i gmina położona w powiecie Frydek-Mistek, w kraju morawsko-śląskim. Położona jest na Pogórzu Morawsko-Śląskim na wysokości 335 m n.p.m. Powierzchnia 3,7 km². W 2001 ok. 4% stanowili Polacy.

## Historia
Miejscowość po raz pierwszy wzmiankowana została w łacińskim dokumencie Liber fundationis episcopatus Vratislaviensis (pol. Księga uposażeń biskupstwa wrocławskiego), spisanej za czasów biskupa Henryka z Wierzbna ok. 1305 w szeregu wsi zobowiązanych do płacenia dziesięciny biskupstwu we Wrocławiu, w postaci item in Tessinowitz. Zapis ten (brak określenia liczby łanów, z których będzie płacony podatek) wskazuje, że wieś była w początkowej fazie powstawania (na tzw. surowym korzeniu), co wiąże się z przeprowadzaną pod koniec XIII wieku na terytorium późniejszego Górnego Śląska wielką akcją osadniczą (tzw. łanowo-czynszową). Wieś politycznie znajdowała się wówczas w granicach utworzonego w 1290 piastowskiego (polskiego) księstwa cieszyńskiego, będącego od 1327 lennem Królestwa Czech, a od 1526 roku w wyniku objęcia tronu czeskiego przez Habsburgów wraz z regionem aż do 1918 roku w monarchii Habsburgów (potocznie Austrii).
Wieś leżałą na cesarskim trakcie łączącym Frydek z Cieszynem, po obu stronach drogi. W XIX w. wybudowano zamek należący do rodu Chlumských. W początkach XX w. miejscowość była zamieszkiwana przeważnie przez górników i hutników, w większości polskiego pochodzenia. Do Toszonowic Dolnych należał przysiółek Poleniny i wieś Szprochowice.
W Toszonowicach Dolnych urodził się Jan Szkuta (1886–1937), major kawalerii Wojska Polskiego, działacz niepodległościowy, kawaler Orderu Virtuti Militari, komisaryczny burmistrz Pucka.